# Quintus Valerius Falto
Quintus Valerius Falto war ein römischer Feldherr im Ersten Punischen Krieg und Konsul des Jahres 239 v. Chr.
Falto stammte aus der Familie der Valerier. Er war Prätor im Jahr 242 v. Chr. Als Proprätor führte er am 10. März 241 v. Chr. als Vertreter des verletzten Konsuls Gaius Lutatius Catulus die römische Flotte in der Schlacht bei den Ägatischen Inseln siegreich gegen die von Hanno angeführte karthagische Flotte. Obwohl Catulus bei dieser Schlacht, mit der der entscheidende Sieg im Ersten Punischen Krieg errungen wurde, nicht aktiv teilgenommen hatte, wurde allein er mit einem Triumph geehrt. Falto forderte ebenfalls einen Triumph, so dass Catulus und Falto gegeneinander prozessierten. Der als Schlichter berufene Aulus Atilius Caiatinus, Konsul von 257 v. Chr., entschied zugunsten des Catulus, weil sowohl dessen imperium als auch seine Auspizien höherrangig waren. Da die Fasti jedoch einen Triumph des Falto zwei Tage nach dem des Catulus, am 6. Oktober 241 v. Chr., verzeichnen, muss der Senat ihn doch gewährt haben. Im Jahre 239 v. Chr. wurde er zum Konsul gewählt, im Jahr darauf sein Bruder Publius Valerius Falto.